# Alfa Romeo 147
El Alfa Romeo 147 (Tipo 937) es un automóvil de turismo del segmento C producido por el fabricante italiano Alfa Romeo desde el año 2000 al año 2010. El 147 comparte plataforma con el Alfa Romeo 156 (también utilizado en modelos como Fiat Bravo/Brava/Marea), y está posicionado comercialmente entre los modelos de alta gama de su segmento, como los Audi A3, BMW Serie 1 y Volvo C30.
El 147 fue lanzado en octubre del año 2000 como sucesor del dúo Alfa Romeo 145/146 para competir en el segmento C. Representó una vuelta a los signos identificativos de los Alfa Romeo clásicos, al incorporar de nuevo la parrilla o calandra delantera en forma de escudo, clásica de los antiguos automóviles. Salió al mercado con carrocerías hatchback de tres y cinco puertas, y fue galardonada como Coche del Año en Europa de 2001.
El Alfa Romeo 147 fue sustituido en el año 2010 por el Alfa Romeo Giulietta. 

## Diseño
El 147 fue diseñado por Walter de Silva y Wolfgang Egger. El 147 recibió elogios por su estilo en su lanzamiento y posteriormente ganó premios de diseño. La gama 147 se renovó en 2004, con un diseño exterior adaptado a los nuevos modelos 159 y Brera, y al prototipo Alfa Romeo Visconti. El 147 tenía un coeficiente aerodinámico (Cd) de 0,32.
El diseño de la carrocería fue creado por Andreas Zapatinas bajo la dirección del jefe de diseño Walter Maria de Silva.

## Lanzamiento
En 1999, Alfa Romeo confirmó que reemplazaría sus hatchbacks 145/146 por un modelo completamente nuevo, presentado como el 147 en el Salón del Automóvil de Turín  en junio de 2000. Las primeras entregas se realizaron en octubre de 2000 en los mercados con volante a la izquierda, y las versiones con volante a la derecha en el Reino Unido poco después. Recibió el premio al Coche del Año en Europa en 2001.

## Desarrollo

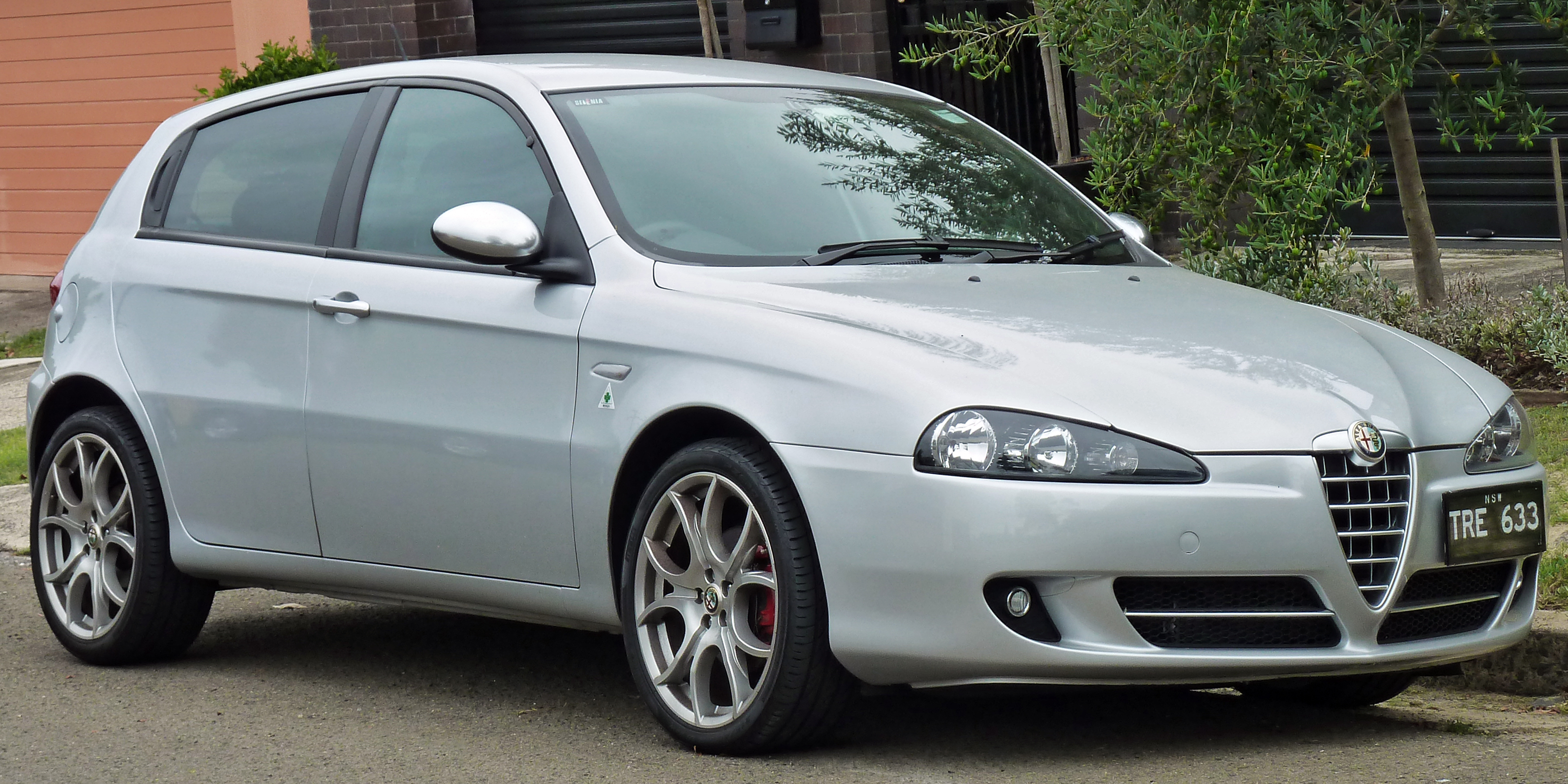
Alfa Romeo 147 (facelift)

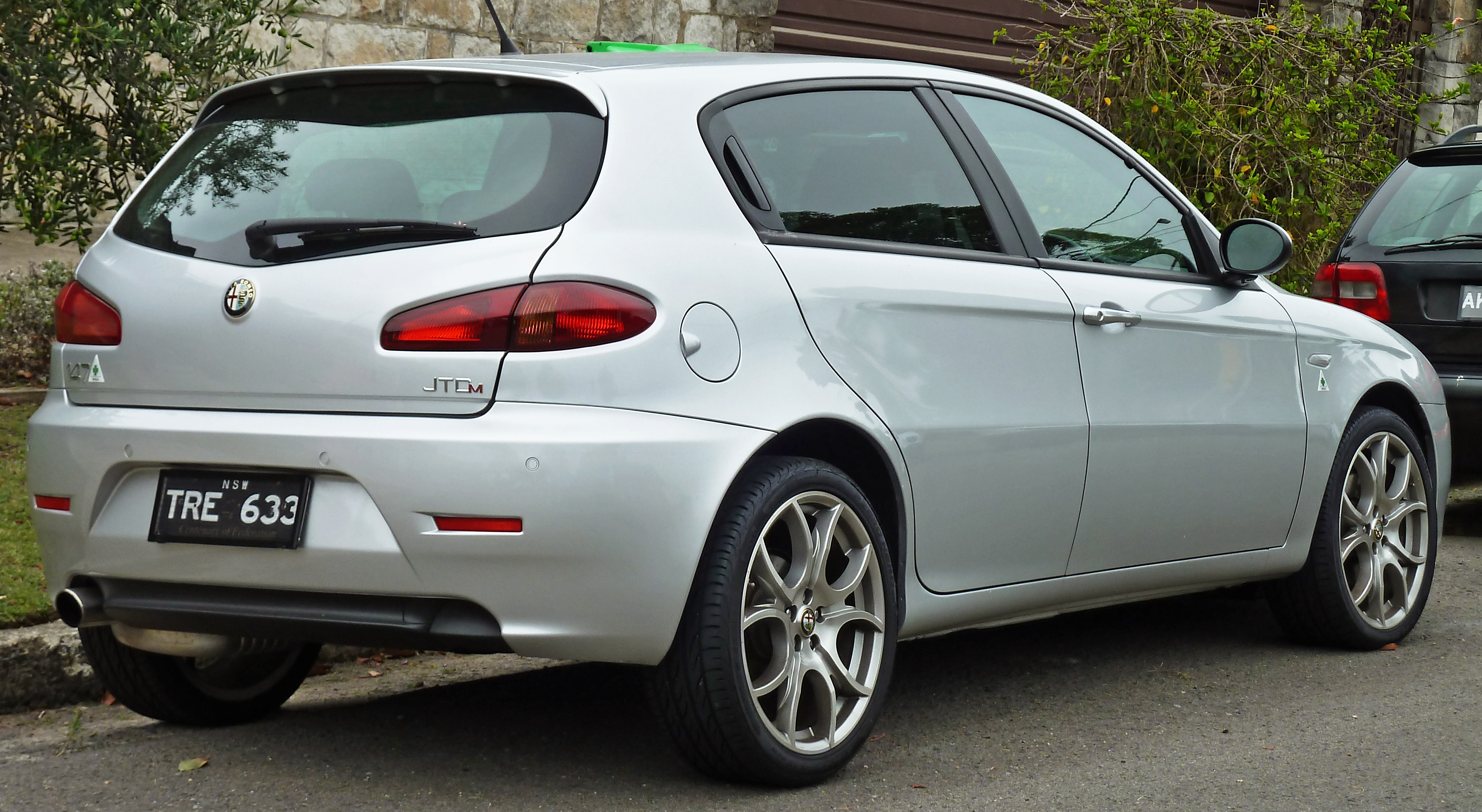
Alfa Romeo 147 (facelift)

En el año 2004, y con 360.000 unidades vendidas en Europa, el 147 fue reestilizado y presentado en el Salón del Automóvil de París. En cuanto al exterior, recibe una parte delantera renovada, con faros más agresivos y afilados y una calandra frontal más grande. El exterior del vehículo es ligeramente mayor que el pre-restilización. En el interior se eligieron nuevas combinaciones de colores y se modificó el cuadro de instrumentos.
El 147 se renovó a finales de 2004: nueva parrilla delantera, nuevos faros, nuevas luces traseras, y se modificó el interior de todos los modelos, excepto la versión GTA. Se incorporó un motor diésel más potente y también se ajustó la suspensión.
En octubre de 2005, se lanzó el modelo especial "Limited TI" (Turismo Internazionale) 1.6 Twin-Spark, limitado a 200 unidades. Contaba con un motor de gasolina de 88 kW (120 CV). Este modelo incluye un sistema de sonido Bose con amplificador y subwoofer, y una radio CD Blaupunkt con reproductor de MP3. La pintura interior y exterior es negra. El equipamiento de serie también incluye volante y pomo de la palanca de cambios forrados en cuero, umbrales de las puertas de aluminio con letras, llantas de aleación de 17 pulgadas con neumáticos 215/45, suspensión deportiva, alerón de techo y faros antiniebla.
En otoño de 2006 se realizó una segunda renovación (parrilla cromada, nuevos faros, faldón delantero diferente, equipamiento de serie mejorado y filtro de partículas de serie para todos los modelos diésel). También se presentó el modelo deportivo Q2 con diferencial autoblocante en el eje delantero y equipamiento deportivo (llantas de 17 pulgadas, diversas modificaciones en la carrocería y el interior, carrocería rebajada), que inicialmente solo estaba disponible con el motor diésel de 110 kW (150 CV).
En 2007, se lanzó la versión 147 1.9 JTD Q2, con diferencial delantero Torsen  de deslizamiento limitado. Alfa Romeo presentó una nueva edición limitada del 147, denominada Ducati Corse, en el Salón del Automóvil de Bolonia de 2007. El coche contaba con un motor diésel JTD y un diferencial delantero Torsen Q2.
En mayo de 2010 también se interrumpió la producción del 147 de cinco puertas, ya que su sucesor, el Giulietta, apareció a mediados de junio de 2010. Se produjeron un total de 651.823 vehículos de la serie. 

### Versiones de alto rendimiento

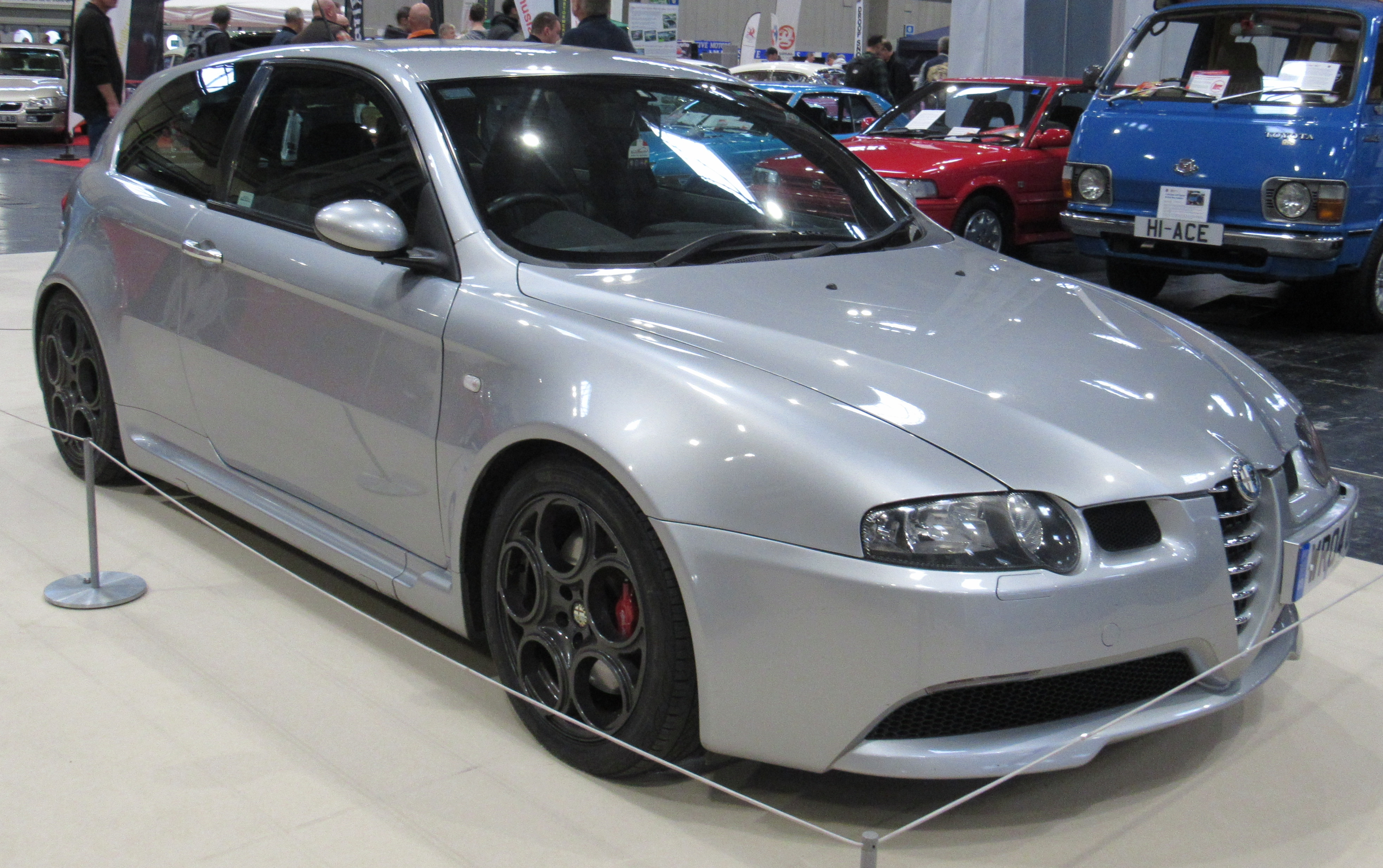
Alfa Romeo 147 GTA

El modelo hot hatch 147 GTA se lanzó en 2002. El GTA usaba un motor V6 de 3.2 litros, producía 250 CV (184 kW; 247 HP) y tenía una velocidad máxima de 246 km/h (152,9 mph). Tiene una carrocería ensanchada (15 mm a cada lado) para acomodar los neumáticos 225/45R17.
La mayoría de los modelos cuentan con transmisión manual de seis velocidades, mientras que un número menor de otros modelos utiliza el sistema manual automatizado Selespeed. En total, se fabricaron 5029 unidades del 147 GTA, de las cuales 1004 eran Selespeed.
Autodelta, el preparador de piezas de recambio londinense, ha producido una versión optimizada del GTA, con un motor V6 de 3,7 litros que genera 328 HP (333 CV), y un diferencial de eje dividido para las ruedas delanteras. Autodelta también ha fabricado una versión sobrealimentada Rotrex, que produce 400 HP (410 CV).

## Mecánica
El 147 estuvo disponible con dos motores de gasolina de cuatro cilindros, uno con 1.6 litros de cilindrada Twin Spark y 105 o 120 CV de potencia máxima y un 2.0 litros de 150 CV de potencia, un gasolina de seis cilindros en V de 3.2 litros de cilindrada y 250 CV de potencia, y un diésel JTD de 1.9 litros con tecnología common rail y potencias máximas de 100, 115, 120, 140, 150 o  170 CV. Se vendió incorporando cajas de cambios manual y automática de cinco y seis marchas.

### Seguridad
El coche fue sometido a las pruebas de choque Euro NCAP durante 2001, logrando una puntuación de 3 estrellas sobre 5. El 147 logró una puntuación de 3/16 (18%) en la prueba de impacto frontal y 18/18 (100%) en la prueba de impacto lateral para una puntuación general del 62%, correspondiente a una calificación de 3 estrellas sobre 5. Según el organismo de pruebas, el 147 obtuvo un resultado muy bajo en la prueba de impacto frontal, exponiendo a los ocupantes a un grave riesgo de lesiones. Se realizaron modificaciones posteriores para hacer el coche más seguro en impactos frontales: barras de refuerzo en las puertas, cerraduras reforzadas, larguero de acero bajo el piso del conductor.

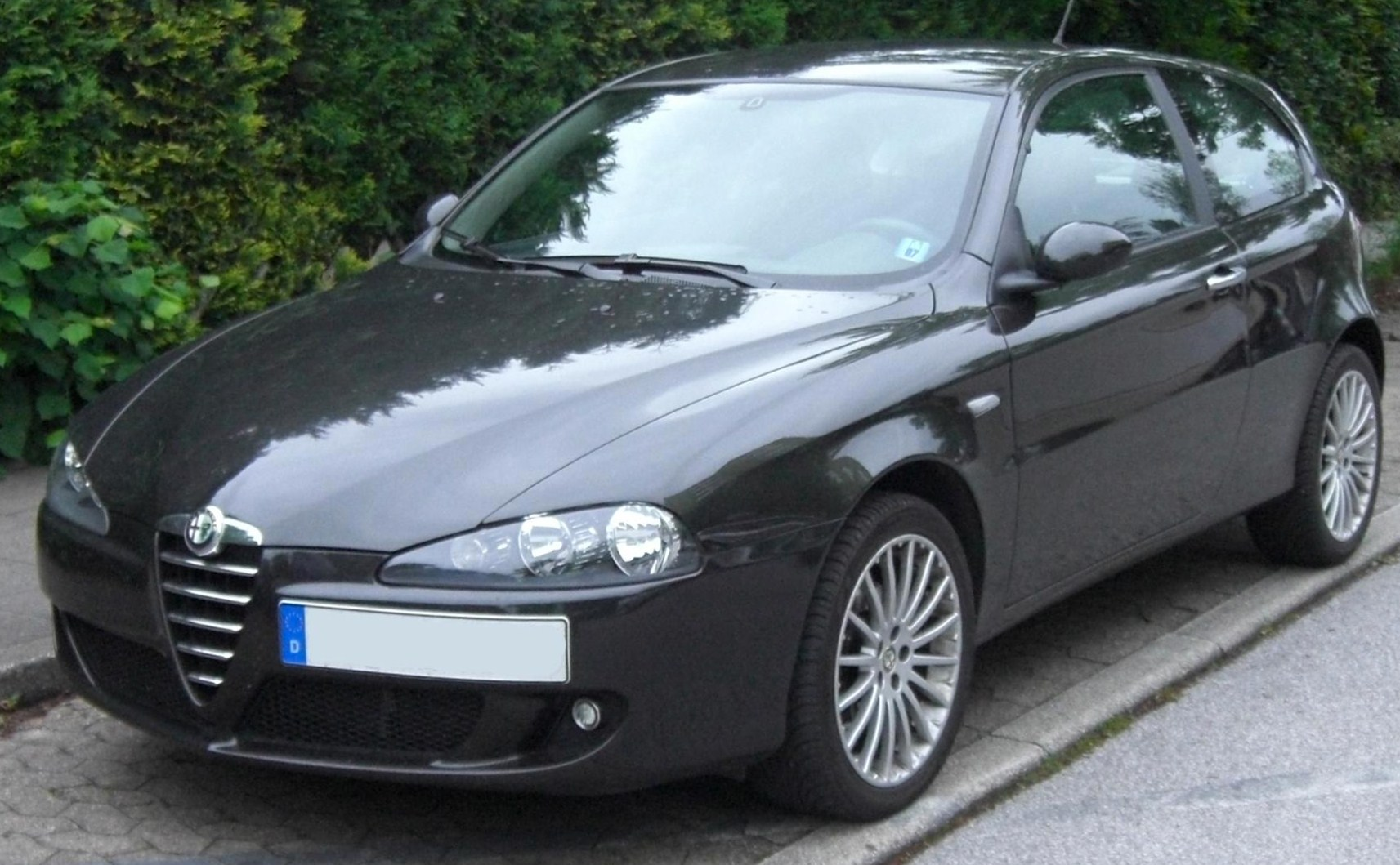
Alfa Romeo 147 (Reestilizado).

## Equipamiento

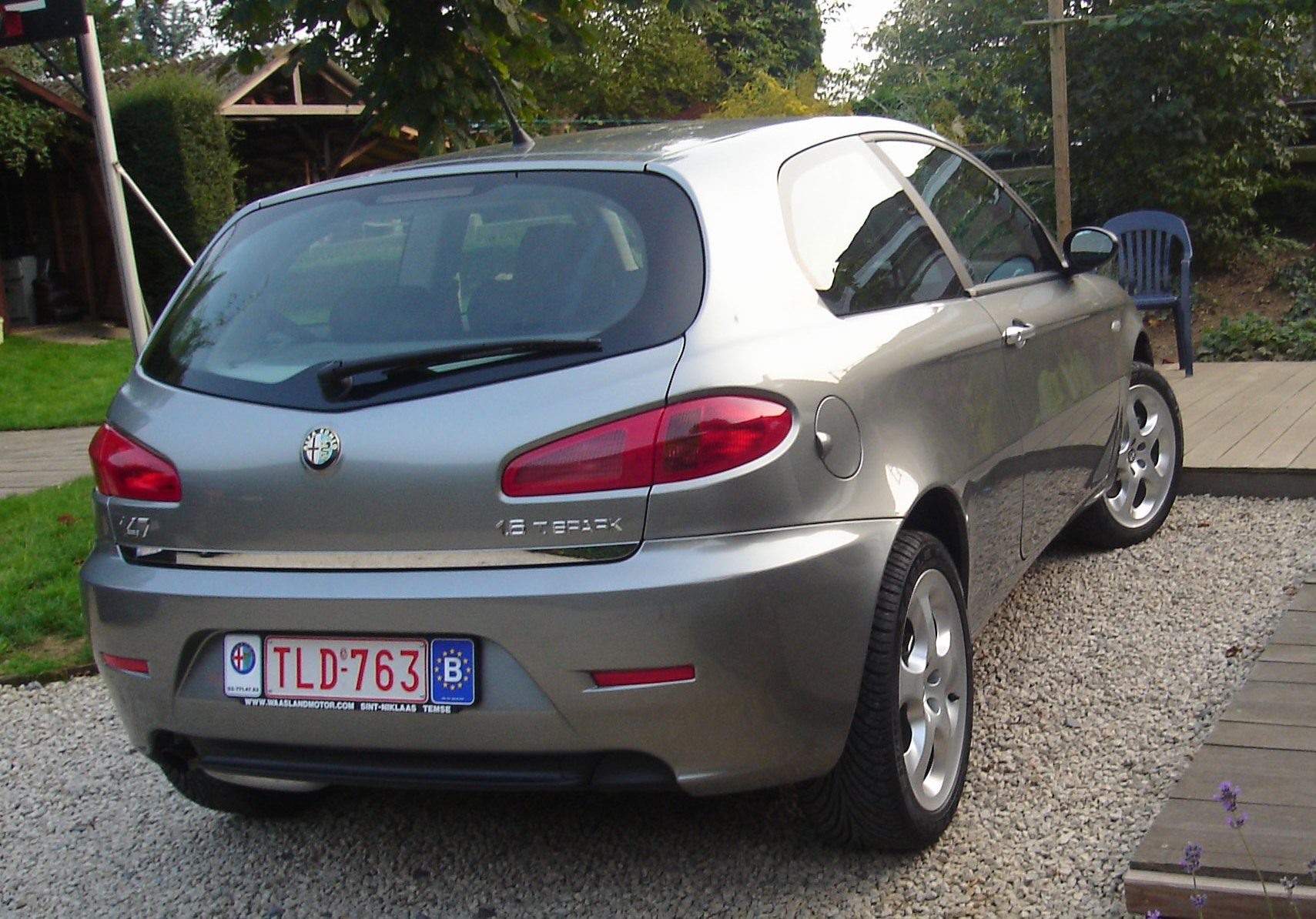
Alfa Romeo 147 Parte trasera.

En el acabado tope de gama, tenía pantalla multifunción para el navegador GPS, equipo de sonido desarrollado por BOSE, control automático de velocidad, faros de xenón y adaptaciones para el uso de telefonía móvil, como Bluetooth. Como equipamiento de seguridad incorporaba seis airbags, control de tracción, control de estabilidad, ABS y MSR, Diferencial autoblocante anterior tipo Torsen (Q2) o cambio secuencial Selespeed.

## 147 GTA

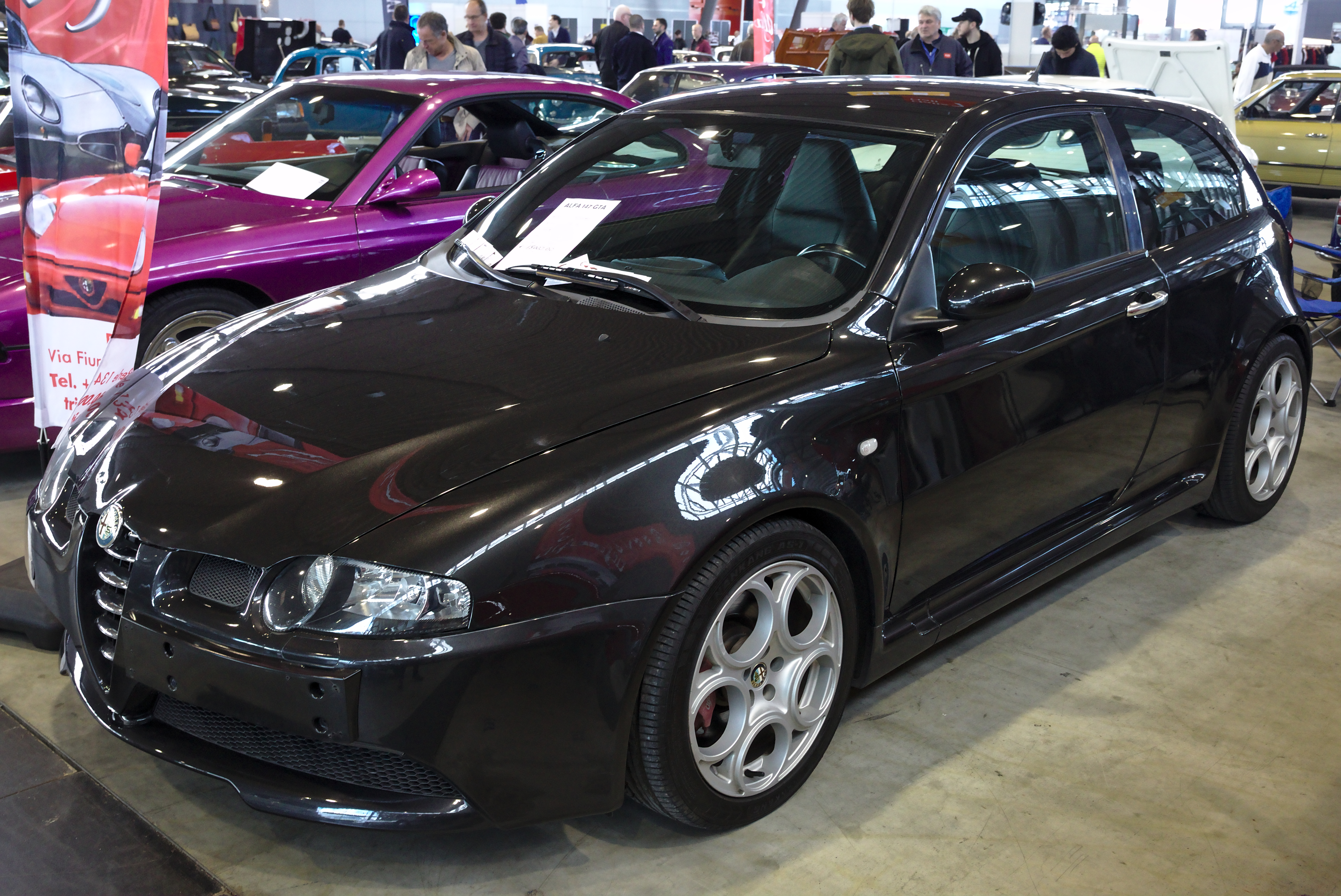
Alfa Romeo 147 GTA

Entre 2002 y 2004 estuvo a la venta la versión más potente , un 3.2 V6 de 250cv (247 hp/184 kW), con una velocidad punta de 246km/h. La estética exterior fue modificada, entre otras cosas, para aumentar los pasos de rueda para equipar ruedas más grandes y anchas. Los primeros modelos equipaban un cambio manual de 6 velocidades, más adelante se incorporó Selespeed. 
El preparador británico Autodelta fabricó dos versiones aún más potenciadas sobre el 147 GTA, con motor 3.7 V6 de 328cv y una versión con turbo de 400cv

## Connect
Connect es un sistema de información a bordo: un sistema telemático de a bordo ubicado en la consola central que a través de su monitor de 5 pulgadas (130 mm) daba acceso a la navegación por satélite y al teléfono GSM manos libres, además de permitir al usuario ajustar la configuración de la radio y del reproductor de CD.

## Recepción
El manejo del 147 fue elogiado en algunas reseñas, a pesar de las críticas sobre la dirección ligera (sensible), que hace que algunos conductores se sientan menos involucrados. Sin embargo, la dirección ligera ayuda durante las maniobras de estacionamiento. Otras críticas al 147 incluyeron una palanca de cambios engorrosa, asientos poco firmes y la falta de espacio interior en comparación con sus rivales.
El coche destacaba por el agradable sonido de su motor. El 147 tiene un valor de reventa bastante bajo en Gran Bretaña.
El 147 GTA y el 147 Autodelta GTA fueron probados en carretera por Jeremy Clarkson y presentados en el programa de televisión Top Gear, con una vuelta rápida alrededor de la pista a cargo de The Stig. En su reseña del coche Autodelta 147 GTA para The Sunday Times, Clarkson describió la aceleración como "¿Acelerador Ferrari? Olvídalo. Cuando pisas el acelerador es como si hubieras alcanzado el hiperimpulsor del Halcón Milenario".

### Premios

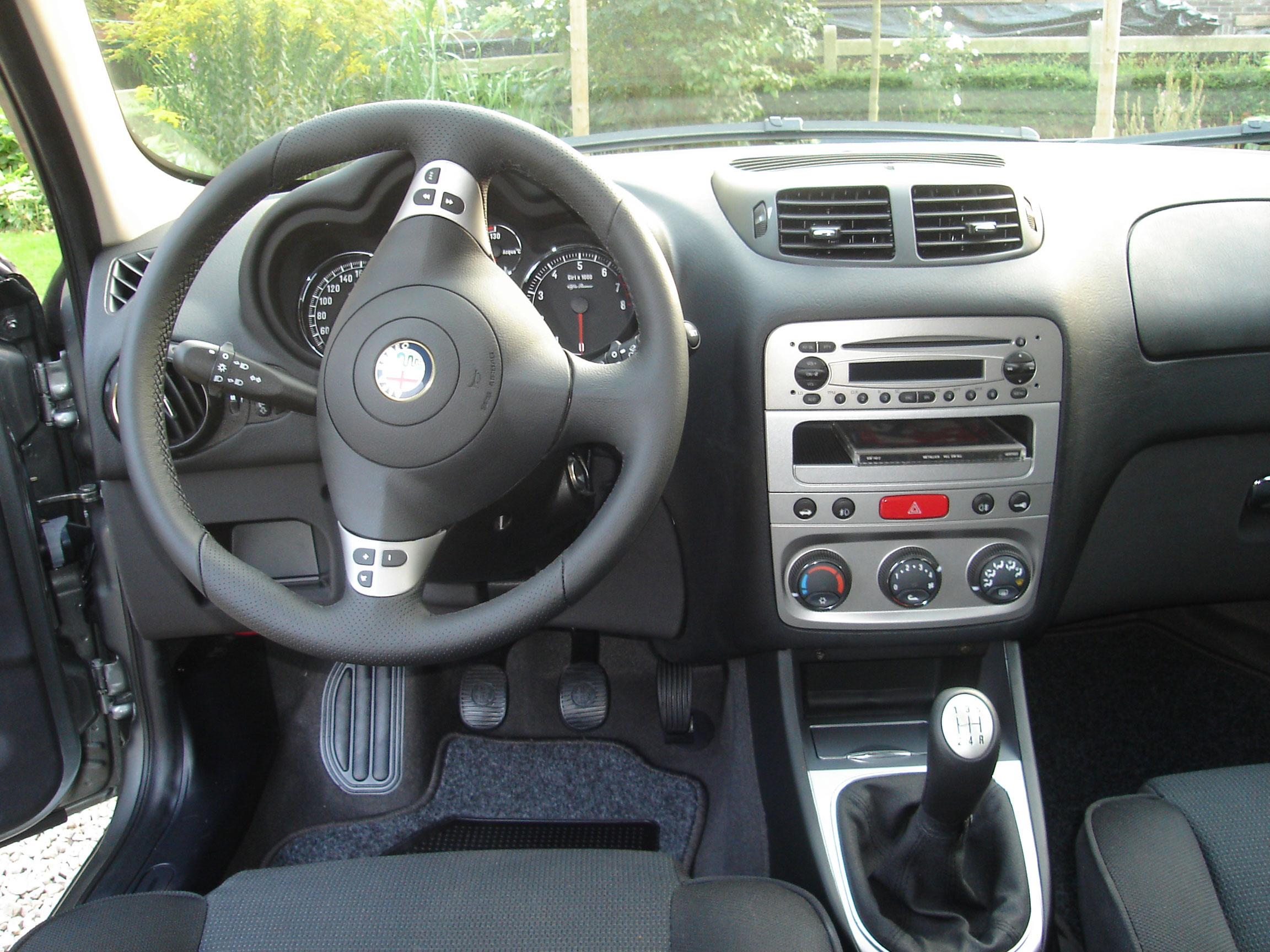
Interior

El Alfa Romeo 147 ganó más de veinte premios incluyendo a:
- Coche Europeo del Año en 2001;[19][20]
- El volante de oro ("El volante de oro", BILD am SONNTAG – Alemania) en 2000;
- Auto Europa 1 (Panel de ingenieros, conductores y periodistas encabezado por Auto Bild – Alemania) en 2001;
- Trofeos de Diseño (Revista de Automóviles – Francia) en 2000; y
- Carro Importado do Ano no Brasil – (Coche importado de Brasil del año) 2002.

## Fábricas
El Alfa Romeo 147 se produjo íntegramente en la planta de Fiat Pomigliano d´Arco, Italia.

## Competición

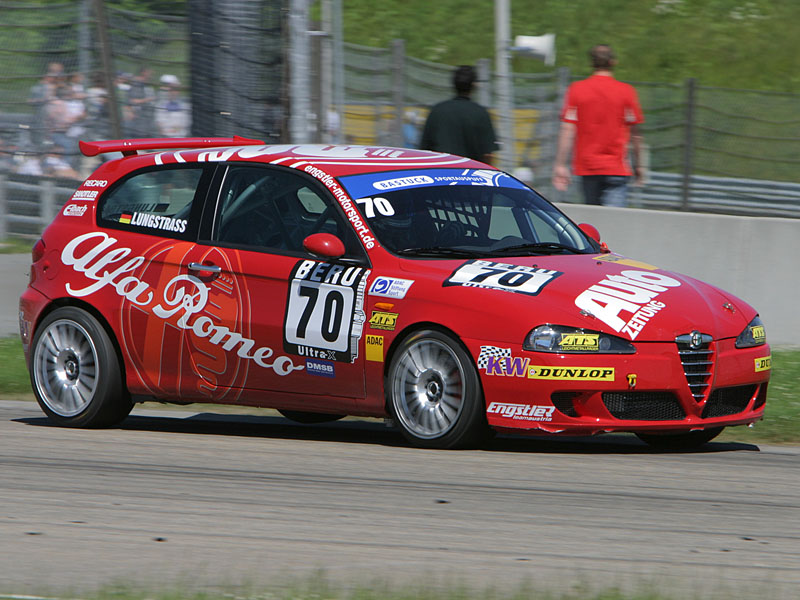
El 147 JTD de Markus Lungstrass en el Campeonato de Autos de Producción DMSB de Sachsenring 2005

En Europa, hubo una serie de carreras de un solo auto, European Alfa 147 Challenge para autos de carrera Alfa 147 Cup a partir de 2003. En 2005, esta serie corrió junto con el Campeonato Mundial de Turismos, El ganador de la temporada de 2005 fue el piloto irlandés Eoin Murray. El coche utilizado en la serie fue el Alfa 147 Cup que producía 220 HP (223,1 CV) gracias a su motor Twin Spark de 4 cilindros en línea y 1970 cc.
El piloto de rally checo Martin Rada utilizó un 147 2.0 TS (200 CV), terminando segundo en el grupo N3 (21.º en la general) en el Rally de Montecarlo de 2009, y más tarde terminó primero en el grupo 8 en el Rally de Montecarlo de 2012 (42.º en la general). 
El 147 también compitió brevemente en el Campeonato Británico de Turismos en 2001 con el equipo JSM, logrando un tercer puesto en Oulton Park, gracias al piloto y propietario del equipo Tim Harvey. El coche ganó el Campeonato Italiano de Superturismo en 2001, 2003 y 2004, y ganó la categoría Superproducción de la Copa Europea de Turismos de 2005 con Lorenzo Falessi como piloto.